# سیارک ۲۰۵۱۳
سیارک ۲۰۵۱۳ (به انگلیسی: 20513 Lazio، نامگذاری:1999RC34) بیست هزار و پانصد و سیزدهمین سیارک کشف شده‌است که در ۱۰ سپتامبر ۱۹۹۹ کشف شد.
قدر مطلق سیارک برابر ۱۵٫۰۰ است.